# Camptonotus carolinensis
Camptonotus carolinensis är en insektsart som först beskrevs av Gerstaecker 1860.  Camptonotus carolinensis ingår i släktet Camptonotus och familjen Gryllacrididae. Inga underarter finns listade i Catalogue of Life.

## Bildgalleri

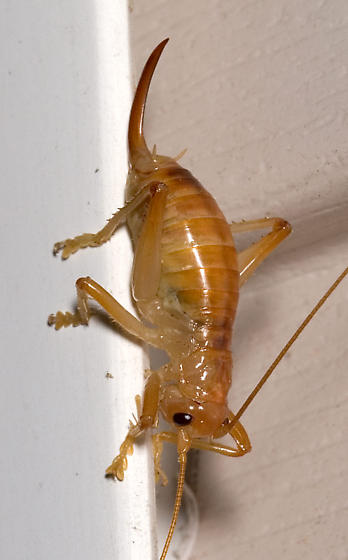